# Wąsy (metalurgia)

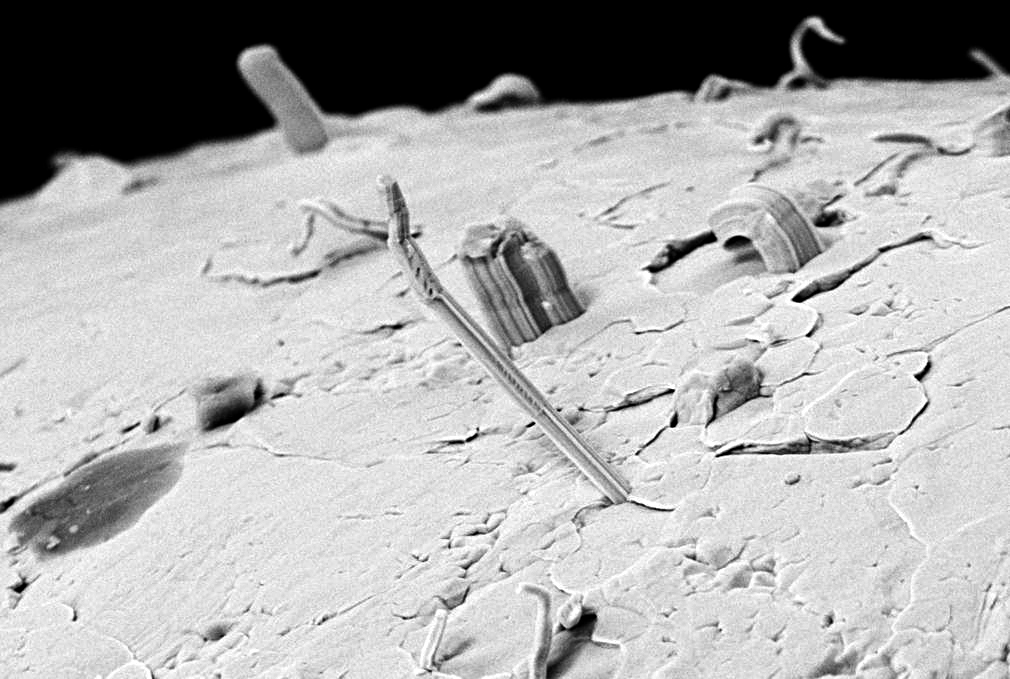
Wąsy na powierzchni cyny. Zdjęcie mikroskopowe

Wąsy metaliczne – włosowate struktury powstające na powierzchniach niektórych metali i ich stopów. Powstawać mogą m.in. na  cynie i jej niektórych stopach, cynku, kadmie, indzie, antymonie i srebrze. Powstawanie wąsów powodować może powstawanie zwarć w układach elektronicznych. Znanych jest wiele przykładów uszkodzeń sprzętu spowodowanego tym zjawiskiem, w tym satelitów, rakiet, samolotów, instalacji przemysłowych, sprzętu medycznego i in.

## Wąsy cynowe
Pierwsze doniesienia literaturowe nt. wąsów cynowych pochodzą z lat 40. i 50. XX w. Mechanizm ich powstawania nie jest znany.
Parametry:
- długość: do 10 mm (typowo <1 mm)
- średnica: 6 nm do 10 μm (typowo ok. 1 μm).

Wzrost wąsów cynowych następuje szczególnie szybko w warunkach panujących w przestrzeni kosmicznej. Zjawisko to nie występuje w przypadku lutowania stopami cyny zawierającymi ołów. Z powodu nakazu wycofania ołowiu z produktów elektronicznych w Unii Europejskiej wprowadzone zostało lutowanie bezołowiowe, w którym wąsy cynowe stanowią problem.